# Saint-Salvy
Saint-Salvy ist eine französische Gemeinde mit 200 Einwohnern (Stand 1. Januar 2022) im Département Lot-et-Garonne in der Region Nouvelle-Aquitaine (vor 2016 Aquitaine). Sie gehört zum Arrondissement Agen und zum Kanton Le Confluent.

## Geografie
Saint-Salvy liegt im Westen des Agenais, 16 Kilometer westnordwestlich von Agen. Umgeben wird Saint-Salvy von den Nachbargemeinden Bourran im Nordwesten und Norden, Lacépède im Norden und Nordosten, Prayssas im Osten, Frégimont im Süden, Bazens im Süden und Südwesten sowie Galapian im Westen.

## Bevölkerungsentwicklung
| Jahr                       | 1962 | 1968 | 1975 | 1982 | 1990 | 1999 | 2006 | 2013 | 2022 |
| -------------------------- | ---- | ---- | ---- | ---- | ---- | ---- | ---- | ---- | ---- |
| Einwohner                  | 219  | 177  | 171  | 155  | 166  | 187  | 196  | 179  | 200  |
| Quellen: Cassini und INSEE |      |      |      |      |      |      |      |      |      |

## Sehenswürdigkeiten
- Kirche Saint-Salvy
- Ruinen der Kirche Saint-Pierre im Ortsteil Cugurmont
- Èglise templière (Templerkirche) im Ortsteil Dominipech
- Wasserturm

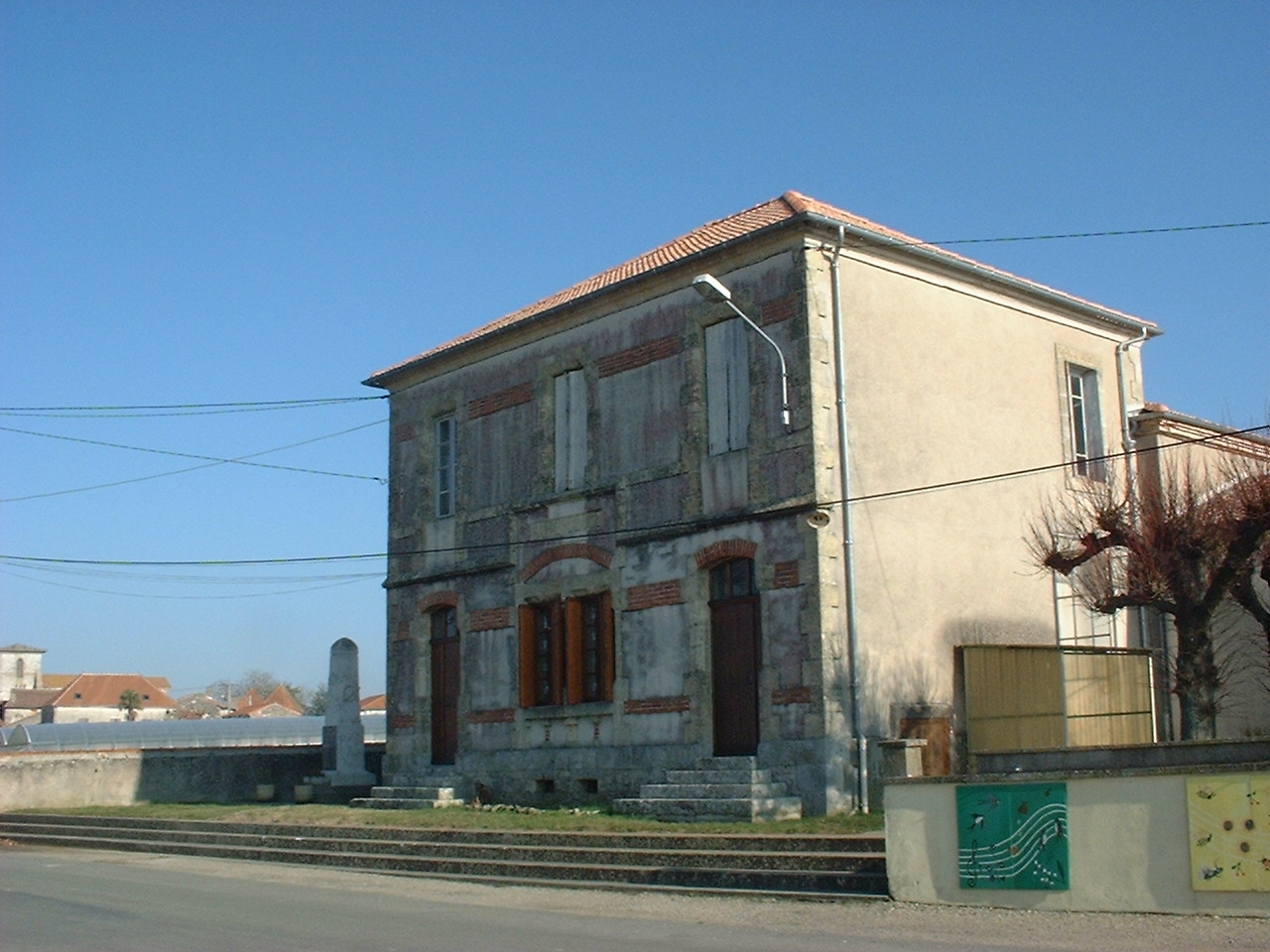
Ehemalige Mairie und Schule
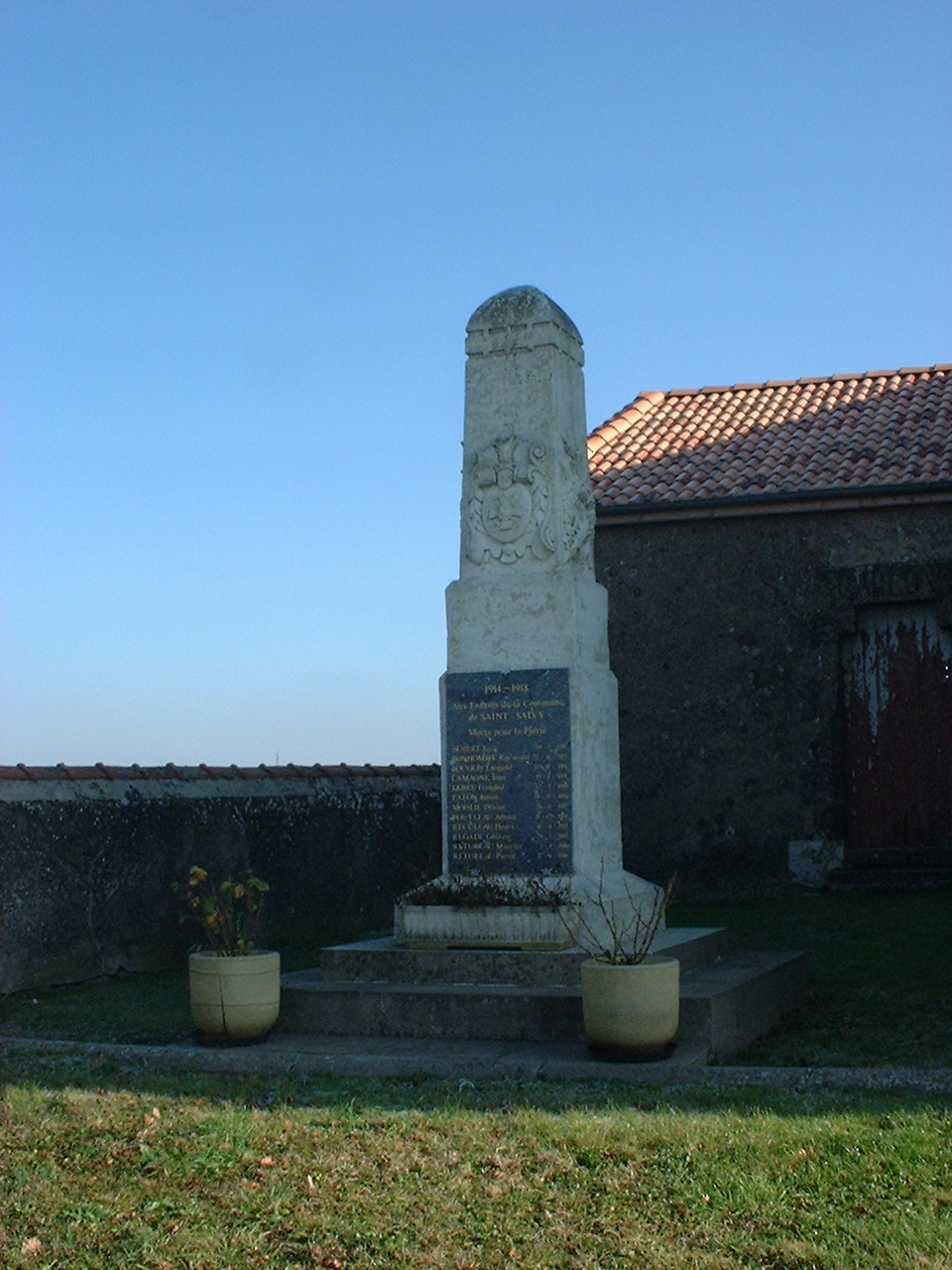
Gefallenendenkmal